# عبد الرحمن شلبي
عبد الرحمن شلبي هو مواطن سعودي اُعتقل إداريًا خارج نطاق القانون من قِبل الولايات المتحدة في معسكرات الاعتقال في غوانتانامو في كوبا. رقم الاعتقال الخاص به هو 42.
وصل عبد الرحمن إلى غوانتانامو في 11 يناير 2002، في نفس يوم فتح معسكرات الاعتقال، وأفرج عنه في 21 سبتمبر 2015.
 كان يتم وصفه كأحد حراس أسامة بن لادن وكعضو في تنظيم القاعدة.

## إضرابه عن الطعام

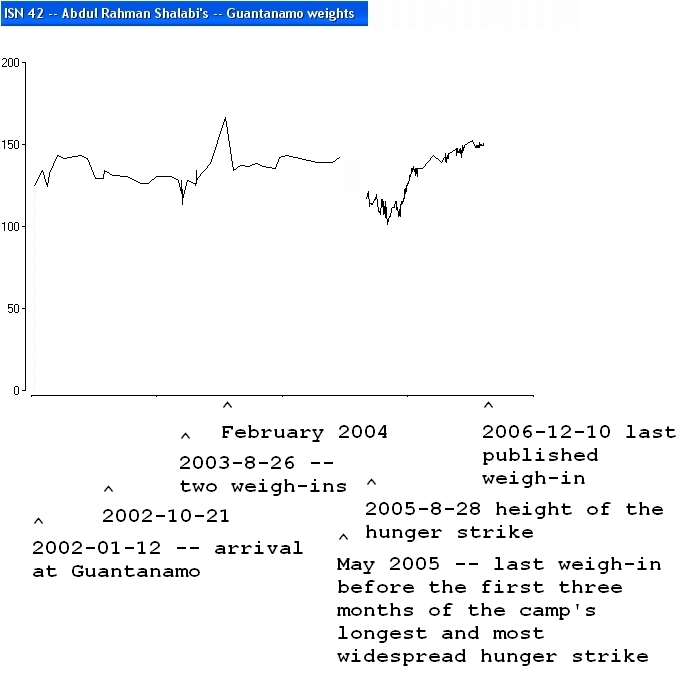
تقرير يرصد تغير وزن عبد الرحمن شلبي بسبب إضرابه عن الطعام.

في مايو 2008 ذكرت جريدة غلف نيوز أن عبد الرحمن شلبي وأحمد زيد سالم زهير هما اللذان مستمران في لإضرابهما عن الطعام الذي بدأ في أغسطس 2005.
لم تنشر تقارير عن وزنه خلال أول ثلاثة أشهر من الإضراب عن الطعام؛ وهو الوقت الذي خسر 26 باوند. 
في 26 سبتمبر 2009، تم صياغة رسالة تصف حالته الطبية، وفي 3 تشرين الثاني 2009 قالت  أسوشيتد برس أن كبير الأطباء في غوانتانامو ذكر أنه قد انخفض إلى 49 كيلوغرام (108 رطل). وقال  سوندرا كروسبي الأستاذ في جامعة بوسطن في كلية الطب: "لا جدال في أن عبد الرحمن شلبي يحتاج إلى المزيد من السعرات الحرارية، وإلا سيموت." 

## الإفراج عنه
في 21 أبريل 2015 تم عرضه على مجلس التوصية، في 15 يونيو أوصى المجلس أن يتم الإفراج عنه من غوانتانامو. وفي 26 يونيو 2015 تم الإعلان عن الإفراج عنه، وأن يمكنه العودة إلى المملكة العربية السعودية.